# Воротынцев, Игорь Николаевич
Игорь Николаевич Воротынцев (род. 26 мая 1969, Семипалатинск) — российский мастер боевых искусств, тренер и судья международной категории. Чемпион Мира по рукопашному бою в разделе "самооборона" (HSIF-2019), Чемпион Мира по кэмпо (IKF, 2008) в категории до 77,5 кг., двукратный призёр Чемпионатов Мира по традиционному джиу-джитсу (2005), призер чемпионата мира по панкратиону (WWW, 2019), обладатель Кубка Мира по рукопашному бою в разделе "самооборона"  (HSIF-2019), серебряный призер Кубка Мира по пойнт каратэ (2012) в категории до 75 кг, Чемпион Европы по каратэ в разделе "ката" (IMAF, 2005).
Обладатель чёрных поясов по боевому джиу-джитсу Hanshi (VIII дан), рукопашному бою (VI ранг), каратэ-до Hanshi (VI дан), панкратиону (VI дан); тайджитсу (IV дан); иай-до (IV дан).

## Биография
Родился 26 мая 1969 года в Семипалатинске. Начал заниматься боксом у Константина Дружина, затем рукопашным боем у Александра Дзуцева, сётокан каратэ у Виталия Быкова, Сергея Боголепова, позднее тренировался у Алишера Жумабекова, Евгения Радишевского, Акиеши Ясумото, Ричарда Морриса, Ян-Эрик Карлссона.
Окончил Новосибирское высшее военно-политическое общевойсковое училище имени 60-летия Великого Октября.
Проходил военную службу в подразделениях специального назначения в Киргизии и Казахстане, обладатель символа подразделений специального назначения ВВ «краповый берет».
После возвращения в Россию работал старшим инспектором отдела боевой, специальной и физической подготовки УВД МВД России по Липецкой области. Был заместителем начальника отдела профессиональной подготовки УМВД России по Липецкой области, затем стал начальником учебно-спортивного отдела ЛРО ОГО ВФСО «Динамо». Имеет звание подполковника внутренней службы.
В 1989 году Воротынцев стал кандидатом в мастера спорта СССР по боксу. В 1996 году получил звание «Мастер спорта России по рукопашному бою», в 2002 году — «Мастер спорта России по дзюдо».
В 1991 году стал чемпионом МВД Кыргызстана по рукопашному бою.
В 1996 году стал чемпионом МВД России по рукопашному бою и призёром I Чемпионата России.
В 2003 году в Швеции стал пожизненным членом Всемирной организации Jiu Jitsu International.
В 2005 году в Эмдене (Германия) стал чемпионом Европы по каратэ в категории ката (по версии IMAF) и серебряным (hanbo-no-kata) и бронзовым (kihon-no-kata) призером Чемпионата мира по традиционному джиу-джитсу в Японии (Йонаго).
В 2005 году в Эмдене (Германия) IMAF присудил Воротынцеву ранг «Ханши» в каратэ-до.
В 2006 году в Липецке стал чемпионом России по ката дзюдо. Участвовал в Чемпионате Европы в Турине (Италия).
В 2008 году в Фаро (Португалия) стал чемпионом мира по кэмпо (IKF) в категории до 77,5 кг.
В 2009 году в Лунде (Швеция) JJI присудила Игорю Воротынцеву титул «Киоши» в джиу-джитсу.
Двукратный призёр Чемпионата мира по традиционному джиу-джитсу 2009 года в Йонаго (Япония).
В 2012 году стал серебряным призёром Кубка Мира по пойнт-каратэ (Франкфурт, Германия).
В 2014 году Воротынцеву было присвоено звание «Судья международной категории по рукопашному бою».
В 2017 году вошёл в судейский комитет Чемпионата Азии по рукопашному бою.
В 2018 году вошел в судейский комитет Чемпионата Европы по рукопашному бою.
В 2019 году стал:
- Чемпионом Мира по рукопашному бою в разделе «самооборона» (Россия, Санкт-Петербург).[10][11]
- Бронзовым призером Чемпионата Мира по панкратиону в разделе "полидамас" (Италия, Рим)
- Обладателем Кубка Мира по рукопашному бою в разделе "самооборона" (Германия, Лейпциг)

В 2022 году в Лунде (Швеция) Hokushin Ko Ryu Bujutsu присвоила Игорю Воротынцеву ранг «Ханши» в джиу-джитсу.
С 1995 года Игорь Николаевич ведёт тренерскую работу, организовал собственную школу боевых искусств. Лично воспитал более 80 Чемпионов и победителей Первенств Мира по боевым единоборствам. Среди них Чемпионы Мира по кэмпо Дмитрий Рыбаков, Дмитрий Мальцев, пятикратный Чемпион Мира по боевым единоборствам Сергей Фаустов, двукратная Чемпионка мира по панкратиону Анна Михайлова, Чемпионы мира по панкратиону Владимир Сафонов, Максим Сафонов, Валерий Коростинский, Анзор Пшиншев, обладатель Кубка Мира по рукопашному бою Павел Кузнецов и другие.
Воротынцев также является исполнительным директором Федерации рукопашного боя Липецкой области, федерации смешанных боевых единоборств (ММА) Липецкой области, федерации панкратиона Липецкой области, Липецкого регионального представительства Российского Союза боевых искусств; членом комитета внешних связей Общероссийской федерации рукопашного боя.
Награжден высшей наградой Всероссийской федерации рукопашного боя "За развитие рукопашного боя в России", член Президиума Всероссийской федерации рукопашного боя

## Семья
Отец — военный, подполковник запаса, офицер специального подразделения особого риска. Мать — домохозяйка.
Женат. Воспитывает двоих сыновей.

## Ведомственные награды
- Нагрудный знак «Отличник физической культуры и спорта Российской Федерации» (2006)[22]
- Почётный знак «За заслуги в развитии физической культуры и спорта» (2016)[23]
- Почётный знак «Почётный динамовец»